# Shoebox
Pour les maisons de Montréal, voir shoebox house.
Albums de Epik High
99
(2012)
Singles
1. Born Hater
Sortie : 18 octobre 2014
2. Spoiler
Sortie : 21 octobre 2014
3. Happen Ending
Sortie : 21 octobre 2014

Shoebox est le huitième album studio du groupe sud-coréen de hip-hop Epik High. L'album est sorti en ligne le 21 octobre 2014 et sa version physique est sortie le lendemain, le 22 octobre 2014, sous YG Entertainment. "Spoiler" et "Happen Ending" ont fait office de chansons-titre pour l'album.

## Contexte
YG Entertainment a annoncé le 13 octobre 2014 que le groupe ferait son comeback avec leur huitième album studio le 21 octobre 2014. Il a aussi été révélé que la sortie de l'album serait repoussée d'une semaine à cause du retard pris sur le tournage du vidéoclip,. L'édition japonaise de l'album est sortie le 24 décembre 2014 sous YGEX, le label commun entre YG Entertainment et le label discographique japonais Avex Trax.

## Liste des pistes
| 1.    | Encore (막을 올리며; Mageul ollimyeo)                                        | Tablo, Mithra Jin                                                     | DJ Tukutz                    | 4:34 |
| 2.    | Happen Ending (헤픈엔딩; Hepeunending) (feat. Cho Won-sun de Roller Coaster) | Tablo                                                                 | Tablo, Choice37              | 4:24 |
| 3.    | Rich (feat. Taeyang)                                                         | Tablo                                                                 | Tablo, DJ Tukutz             | 4:17 |
| 4.    | Spoiler (스포일러; Seupoilleo)                                               | Tablo                                                                 | Tablo, Choi Pil Kang         | 4:37 |
| 5.    | Burj Khalifa (부르즈 할리파; Bureujeu Hallipa) (feat. Yankie & Gaeko)        | Tablo, Yankie, Gaeko                                                  | Tablo                        | 4:25 |
| 6.    | We Fight Ourselves (또 싸워; Tto Ssawo) (feat. Younha)                       | Tablo                                                                 | Tablo                        | 4:11 |
| 7.    | Amor Fati (feat. Kim Jong-wan de Nell)                                       | Tablo                                                                 | Tablo                        | 4:53 |
| 8.    | Born Hater (feat. Beenzino, Verbal Jint, B.I, Mino, Bobby)                   | Tablo, Mithra Jin, Lim Sung-bin, Kim Jin-tae, B.I, Song Min-ho, Bobby | DJ Tukutz, B.I               | 5:27 |
| 9.    | Lesson 5 (Timeline) (타임라인; Taimlain)                                     | Tablo                                                                 | Tablo, Peejay                | 3:21 |
| 10.   | Life is Good (feat. Jay Park)                                                | Tablo                                                                 | Tablo, Peejay                | 3:19 |
| 11.   | Eyes, Nose, Lips (feat. Taeyang)                                             | Tablo                                                                 | Tablo, Teddy Park, Dee.P, PK | 3:33 |
| 12.   | Shoebox (신발장; Sinbaljang) (feat. MYK)                                     | Tablo                                                                 | DJ Tukutz, Mr. Sync, MYK     | 4:25 |
| 51:35 |                                                                              |                                                                       |                              |      |

| Édition japonaise | Édition japonaise                                                                            | Édition japonaise                          | Édition japonaise            | Édition japonaise | Édition japonaise | Édition japonaise | Édition japonaise | Édition japonaise | Édition japonaise |
| No                | Titre                                                                                        | Paroles                                    | Musique                      | Durée             |                   |                   |                   |                   |                   |
| ----------------- | -------------------------------------------------------------------------------------------- | ------------------------------------------ | ---------------------------- | ----------------- | ----------------- | ----------------- | ----------------- | ----------------- | ----------------- |
| 1.                | Encore (Clean Version)                                                                       | Tablo, Mithra Jin                          | DJ Tukutz                    | 4:34              |                   |                   |                   |                   |                   |
| 2.                | Happen Ending (feat. Lee Hi) (Japanese Mix, Clean Version)                                   | Tablo                                      | Tablo, Choice37              | 4:24              |                   |                   |                   |                   |                   |
| 3.                | Rich (feat. SOL de BIGBANG)                                                                  | Tablo                                      | Tablo, DJ Tukutz             | 4:17              |                   |                   |                   |                   |                   |
| 4.                | Spoiler (Japanese Mix) (feat. Taehyun de Winner)                                             | Tablo                                      | Tablo, Choi Pil Kang         | 4:38              |                   |                   |                   |                   |                   |
| 5.                | Burj Khalifa (Clean Version)                                                                 | Tablo, Mithra Jin                          | Tablo                        | 3:13              |                   |                   |                   |                   |                   |
| 6.                | We Fight Ourselves (feat. Younha)                                                            | Tablo                                      | Tablo                        | 4:11              |                   |                   |                   |                   |                   |
| 7.                | Amor Fati (feat. Kim Jong-wan de Nell)                                                       | Tablo                                      | Tablo                        | 4:53              |                   |                   |                   |                   |                   |
| 8.                | Born Hater (feat. B.I, Mino, Bobby) (Clean Version)                                          | Tablo, Mithra Jin, B.I, Song Min-ho, Bobby | DJ Tukutz, B.I               | 3:56              |                   |                   |                   |                   |                   |
| 9.                | Lesson 5 (Timeline)                                                                          | Tablo                                      | Tablo, Peejay                | 3:21              |                   |                   |                   |                   |                   |
| 10.               | Life is Good (feat. Jay Park)                                                                | Tablo                                      | Tablo, Peejay                | 3:19              |                   |                   |                   |                   |                   |
| 11.               | Eyes, Nose, Lips (feat. SOL de BIGBANG) (Clean Version)                                      | Tablo                                      | Tablo, Teddy Park, Dee.P, PK | 3:33              |                   |                   |                   |                   |                   |
| 12.               | Shoebox (feat. MYK)                                                                          | Tablo                                      | DJ Tukutz, Mr. Sync, MYK     | 4:25              |                   |                   |                   |                   |                   |
| 13.               | Happen Ending (헤픈엔딩; Hepeunending) (feat. Cho Won-sun de Roller Coaster) (Clean Version) |                                            |                              | 4:24              |                   |                   |                   |                   |                   |
| 14.               | Spoiler (스포일러; Seupoilleo)                                                               |                                            |                              | 4:38              |                   |                   |                   |                   |                   |
| 57:51             |                                                                                              |                                            |                              |                   |                   |                   |                   |                   |                   |

| 1. | Spoiler + Happen Ending (Version originale) (feat. Cho Won-sun de Roller Coaster) (Vidéoclip) |  |
| 2. | Eyes, Nose, Lips (Version originale) (feat. SOL de BIGBANG (Vidéoclip)                        |  |
| 3. | Spoiler + Happen Ending (Version originale) (Making-of du vidéoclip)                          |  |

Notes
- "Spoiler" contient du chant non-crédité de Gong Hyo-jin.
- "Amor Fati" contient du chant non-crédité de Taeyang de Bigbang.
- "Lesson 5 (Timeline)" contient du chant non-crédité de Dok2.
- "Eyes, Nose, Lips (ft. Taeyang)" faisait originellement partie du Eyes, Nose, Lips Cover Project de Taeyang
- La plupart des pistes de l'édition japonaise a des paroles plus claires, et ont été éditées pour avoir un son moins agressif et qui convient plus à un public plus jeune.

## Performance dans les classements

### Album
| Classement             | Meilleure position |
| ---------------------- | ------------------ |
| Gaon hebdomadaire      | 3                  |
| Gaon mensuel           | 7                  |
| Billboard World Albums | 1                  |

## Historique de sortie
| Région       | Format         | Date            | Label            | Catalogue |
| ------------ | -------------- | --------------- | ---------------- | --------- |
| Mondial      | Téléchargement | 21 octobre 2014 | YG Entertainment |           |
| Corée du Sud | Téléchargement | 21 octobre 2014 | YG Entertainment |           |
| Corée du Sud | CD             | 22 octobre 2014 | YG Entertainment | YGK0439   |